# 小马斯里克
小马斯里克（羅馬化：Pokr Masrik），是亞美尼亞格加爾庫尼克州的小镇。该镇有一个12世纪建造的教堂。大马斯里克位于它附近。时区为UTC/GMT +4。坐标为40°15′29″N 45°43′21″E / 40.25806°N 45.72250°E。根据2001年时的人口普查结果，共有744人居住在这个小城镇。